# ارمين جرونوالد
ارمين جرونوالد (بالألمانية: Armin Grunwald) (و. 1960 – م) هو فيزيائي، وأستاذ جامعي من ألمانيا .

## مناصب وهيئات
أدار معهد كارلسروه للتكنولوجيا.